# Мергоццо (озеро)

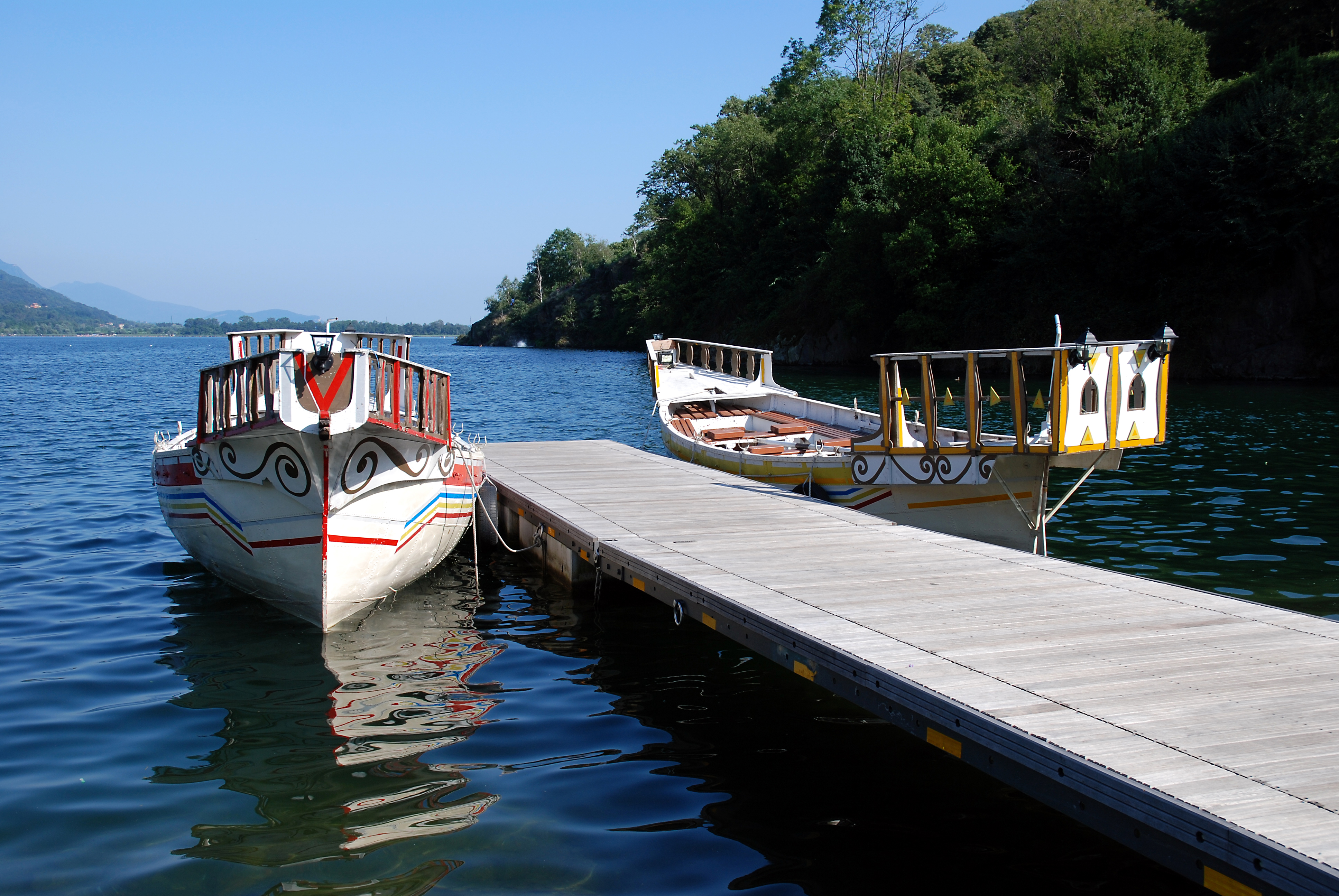
Мергоццо

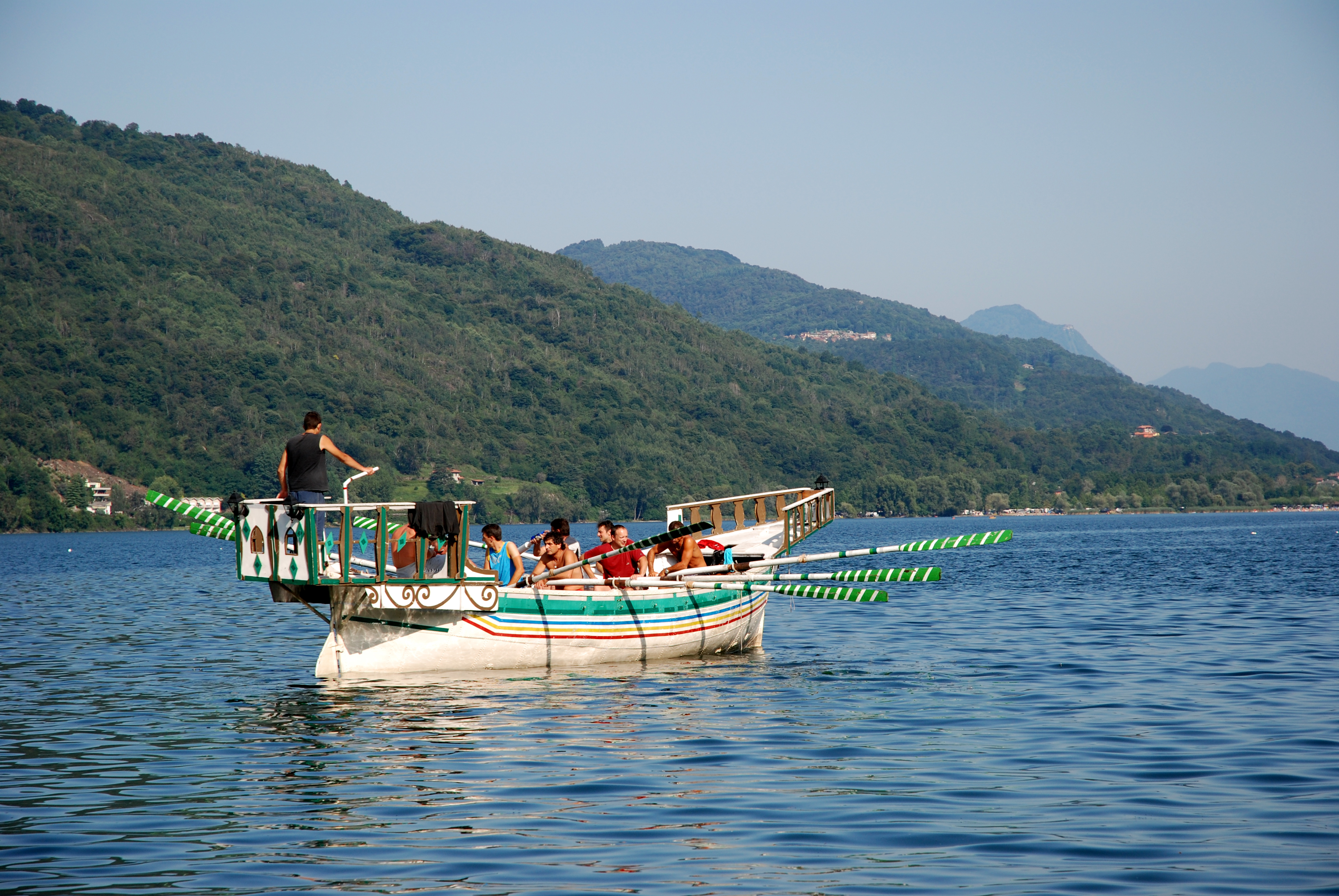
Мергоццо

Озеро Мергоццо  (італ. Mergozzo) — невеличке субальпійське озеро в Італії; озеро належить до комуни Мергоццо  і комуни Вербанії, провінція Вербано-Кузіо-Оссола, регіон П'ємонт. Знаходиться на захід від озера Маджоре і на північ від озера Орта
На його берегах розташоване однойменне мальовниче місто.
У давнину це була крайня частина озера Маджоре, але постійні повені річки Точе (притоки Маджоре) створили земляну «межу» і розділили єдиний басейн на два. Сьогодні на цій заплаві знаходиться фрацьйоне (frazione) Вербанії Фондоточе. Озеро живиться водами численних чистих гірських струмків; найбільші з них — Rio Bracchio і Rio Rescina. Канал довжиною 1,7 км зв'язує Мергоццо з Маджоре поблизу Фондоточе. Різниця в рівнях між двома озерами є невеликою, і коли Маджоре у повіні, потік води в каналі йде у зворотному напрямку, до Мергоццо.
На сьогодні це невелике озеро є одним з найчистіших в Італії: тут заборонено використання моторних човнів. У минулому Мергоццо було домівкою змагань з водних лиж, а тепер, із встановленою забороною на моторні човни, найпопулярнішим видом спорту тут є каное та байдарки, спортивна риболовля.
Гора Монторфано (Mont'orfano, Monte Orfano — з іт. «гора Сирота») (790 м) знаходиться на південно-західному березі озера; тут є кар'єр по видобуванню вапняку і каменю. З протилежного боку озера є гірський перешийок Corni di Nibbio, який розділяє Val d'Ossola і національний парк Val Grande.

## Види риб, що мешкають в озері Мергоццо
- судак звичайний (Sander lucioperca)
- сиг,
- форель струмкова,
- палія арктична,
- верховодка звичайна,
- головень,
- плітка дунайська (Rutilus pigus)
- короп звичайний,
- краснопірка звичайна,
- лин,
- Rutilus aula,
- Chondrostoma soetta,
- Фінта (Alosa fallax)
- щука звичайна,
- окунь звичайний,
- окунь малоротий (Micropterus dolomieu)
- сонячний окунь,
- вугор звичайний
- минь річковий.